# Sangoulé Lamizana
Aboubacar Sangoulé Lamizana (ur. 31 stycznia 1916 w Dianrze w prowincji Sourou, zm. 26 maja 2005 w Wagadugu) – generał, drugi prezydent Górnej Wolty (w 1984 przemianowanej na Burkina Faso), u władzy od 3 stycznia 1966 do 25 listopada 1980. Piastował również funkcję premiera, od 8 lutego 1974 do 7 lipca 1978.
Na przełomie lat 1965-1966 Sangoulé Lamizana stanął na czele rebelii spowodowanej pogłębiającym się kryzysem gospodarczym. Utracił władzę w wyniku wojskowego zamachu stanu, zorganizowanego przez pułkownika Saye Zerbo w listopadzie 1980.